# ネプチューン (戦艦)
| 竣工当時の「ネプチューン」 | |
| 艦歴                       | |
| 発注:                      | 1908年にポーツマス海軍造船所に発注 |
| 起工:                      | 1909年1月19日 |
| 進水:                      | 1909年9月30日 |
| 就役:                      | 1911年1月 |
| 退役:                      | 1922年9月に売却 |
| 前級                       | セント・ヴィンセント級 |
| 次級                       | コロッサス級 |
| 性能諸元                   | |
| 排水量                     | 常備：19,680トン 満載：22,726トン |
| 全長                       | 166.4m -m（水線長） |
| 全幅                       | 25.9m |
| 吃水                       | 8.53m |
| 機関                       | ヤーロー式石炭・重油混焼水管缶18基 +パーソンズ式直結タービン（高速型・低速型）2組4軸推進 |
| 最大 出力                  | 平時：25,000hp 公試時：27,721hp |
| 最大 速力                  | 平時：21.0ノット 公試時：22.7ノット |
| 航続 距離                  | 10ノット/6,330海里 |
| 燃料                       | 石炭：900トン（常備）、2,710トン（満載） 重油：790トン |
| 乗員                       | 866～878名 |
| 兵装                       | 30.5cm（50口径）連装砲5基 10.2cm（50口径）単装速射砲16基 7.62cm（45口径）単装速射砲10基 45.7cm水中魚雷発射管単装3基 |
| 装甲                       | 舷側：254mm（水線最厚部）、64～76mm（水線末端部）、102～203mm（弾薬庫側盾） 甲板：63.5mm（主甲板） 主砲塔：279mm（前盾）、127mm（側盾）、101mm（天蓋） 主砲バーベット部：229mm（甲板上部）、127mm（甲板下部） 司令塔：283mm（側盾）、-mm（天蓋） |

ネプチューン（HMS Neptune） は、イギリス海軍が第一次世界大戦前に建造した弩級戦艦で同型艦はない。

## 概要
イギリス海軍はドイツが多数の弩級戦艦の建造を行わないとの見通しから1908年度計画の戦艦建造は1隻にとどめられた。それが本艦である。本艦の特色として主砲塔配置の変更がある。「ドレッドノート」から前級までは連装砲塔5基10門の30.5cm（12インチ）砲のうち、1・4・5番主砲塔を艦の中心線上に置き、2・3番主砲塔を上部構造物を間に挟み左右対称に配置していた。この形式は主砲10門のうち片舷に8門しか指向できず、主砲門数の指向に無駄があるために本艦に於いて大幅な武装配置の変更が図られた。
その後ドイツ海軍の大量建艦計画が明らかになったため、翌1909年計画で本艦の改良型であるコロッサス級戦艦2隻が追加建造された。

## 艦形

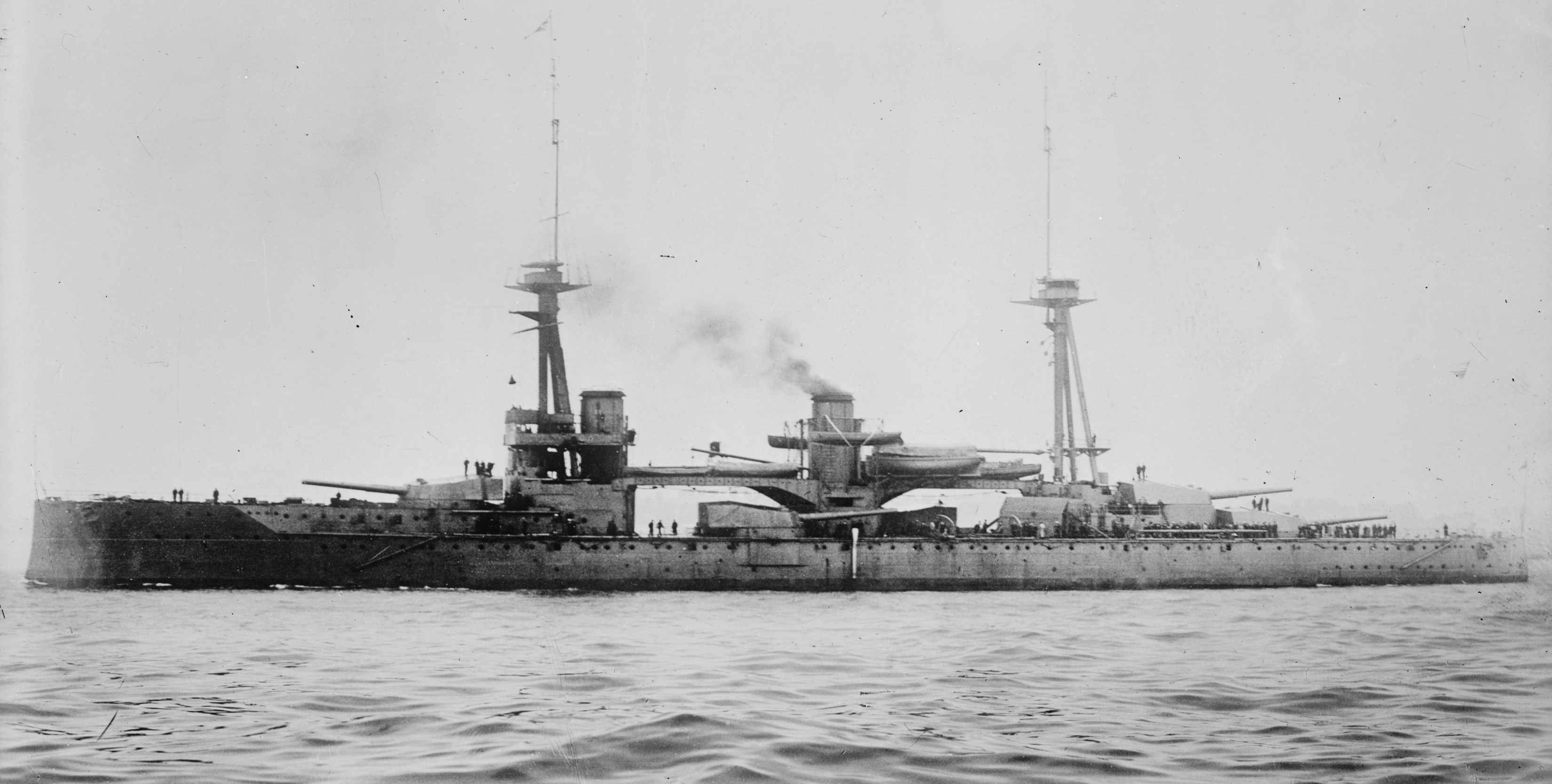
近代化改装後の「ネプチューン」。

本艦でイギリス戦艦では初の試みとして2・3番主砲塔の位置を前後にずらして梯形配置とし、上部構造物による射界の制限はあるが両舷への全門斉射を可能とした。このため、船体長が伸びて建造費の増加を及ぼす恐れがあったため、既存の戦艦では後部甲板上に直に並べられていた4番・5番主砲塔を、イギリス戦艦初の背負い式配置とすることでスペースの削減を行ったため、最終的に全長の増加は15m程度に抑えることができた。しかし、梯形配置とした2番・3番主砲塔を反対舷に向けて全斉射すると船体に予想外の力がかかることが判明し、後日船体の強化工事を行っている。さらに背負い式配置とした4番・5番主砲塔を後方に向けて射撃した場合に5番主砲塔上に設けられた換気穴や照準穴から爆風が吹き込み、5番主砲塔の砲員に高温の火炎で被害が生じることが建造後に判明した。このために照準穴の位置を変更する工事が行われた。
本艦の船体形状は高い乾舷を持つ短船首楼型船体であり、外洋での凌波性は良好であった。艦首から前向きに連装タイプの1番主砲塔1基を配置し、そこから甲板よりも一段高められた上部構造物の上に艦橋構造が配置される。艦橋は下部に司令塔を持つ箱型に簡略化されており、この背後に頂上部に見張り所を持つ三脚型の前部マストと1番煙突が立つ。
前級と異なる点は1番煙突の背後で船首楼が終了し、そこから1段分下がって中甲板上に立つ2番煙突を斜めに挟み込むように左舷側前方に2番主砲塔が1基、右舷側後方に3番主砲塔が1基配置され、その後方に三脚型の後部マストが立つ。甲板上に主砲塔を配置したために、艦載艇は1番煙突の後方から2番煙突を経由して後部マストまで続く「空中甲板（フライング・デッキ）」を設けて艦載艇を配置し、2番煙突を基部として片舷1基ずつクレーンを配置して運用された。
この形式はイギリス海軍は「ロード・ネルソン級」で用いられた形式で、前後の艦橋との連絡橋としての役割もある。フライング・デッキは2番・3番主砲の片舷斉射に耐えうるように強固に作られたが、爆風で艦載艇が主砲塔上に転落して旋回を阻害する恐れがあったので第一次世界大戦中に1番・2番煙突間の部分を撤去された。
後部マストの後方に4番・5番主砲塔が後ろ向きに背負い式で2基が配置された。副砲の10.2cm速射砲は本級から全てを上部構造物に設置され、艦橋基部と2番煙突基部と後部マスト基部の三か所に16門が分散配置された。

## 武装

### 主砲

本艦の主砲配置を示した図。

本艦の主砲は、前級に引き続き「1910年型 Mark XI 30.5cm（50口径）砲」を採用している。その性能は砲口初速869m/s、重量386kgの砲弾を最大仰角15度で19,380mまで到達し、射程9,140mで舷側装甲284mmを貫通する能力を持っていた。砲身の上下は仰角15度・俯角3度で、旋回角度は単体首尾線方向を0度として1番・2番・3番・5番砲塔は左右150度であったが、4番砲塔は150度の旋回角のうち後部艦橋を避けるため後方0度から左右30度の間が死角となっていた。発射速度は毎分1.5発程度であった。
この長砲身化はあまり成功せず、高初速化したために砲口がブレて散布界が増大して命中率が下がった。また、砲身の命数が落ちて低寿命となってしまった。

### 副砲、その他備砲、雷装
本艦の副武装は「1910年型 Mark VII 10.2cm（40口径）速射砲」を採用した。その性能は14.1kgの砲弾を、最大仰角20度で8,780mまで届かせられた。砲身の俯仰・砲塔の旋回・砲弾の揚弾・装填は主に人力を必要とした。砲身の上下角度は仰角20度・俯角10度で旋回角度は360度であった。発射速度は1分間に10発であった。
他に対艦攻撃用に45.7cm水中魚雷発射管3門を装備していた。

## 艦歴
竣工以来本国艦隊に所属し、第一次世界大戦のユトランド沖海戦に参加してドイツのデアフリンガー級巡洋戦艦「リュッツオウ」と砲火を交えている。1919年に予備艦となり、1921年に除籍された。